# Міф про Інанну й Енкі
Міф про Інанну й Енкі — шумерський міф з III ст. до н. е., де описується перенесення табличок мудрості «Ме» з міста Еріду до нового релігійного центра в місті Урук. Ймовірно, що міф зображував політичну ситуацію яка склалася в Межиріччі на той час, а саме втрату містом Еріду своєї влади в регіоні. Текст міфу сильно пошкоджений, деякі фрагменти досі не знайдені.

## Персонажі міфу
- Інанна — шумерська богиня родючості та кохання, близько III ст. до н. е. стала покровителькою міста Урук й перейняла на себе функції бога Ану.
- Енкі — шумерський бог Світового океану (Абзу), покровитель міста Еріду.
- Ісімуд — міністр і посланник бога Енкі.
- Ніншубур — візир (суккал) богині Інанна.

## Сюжет міфу

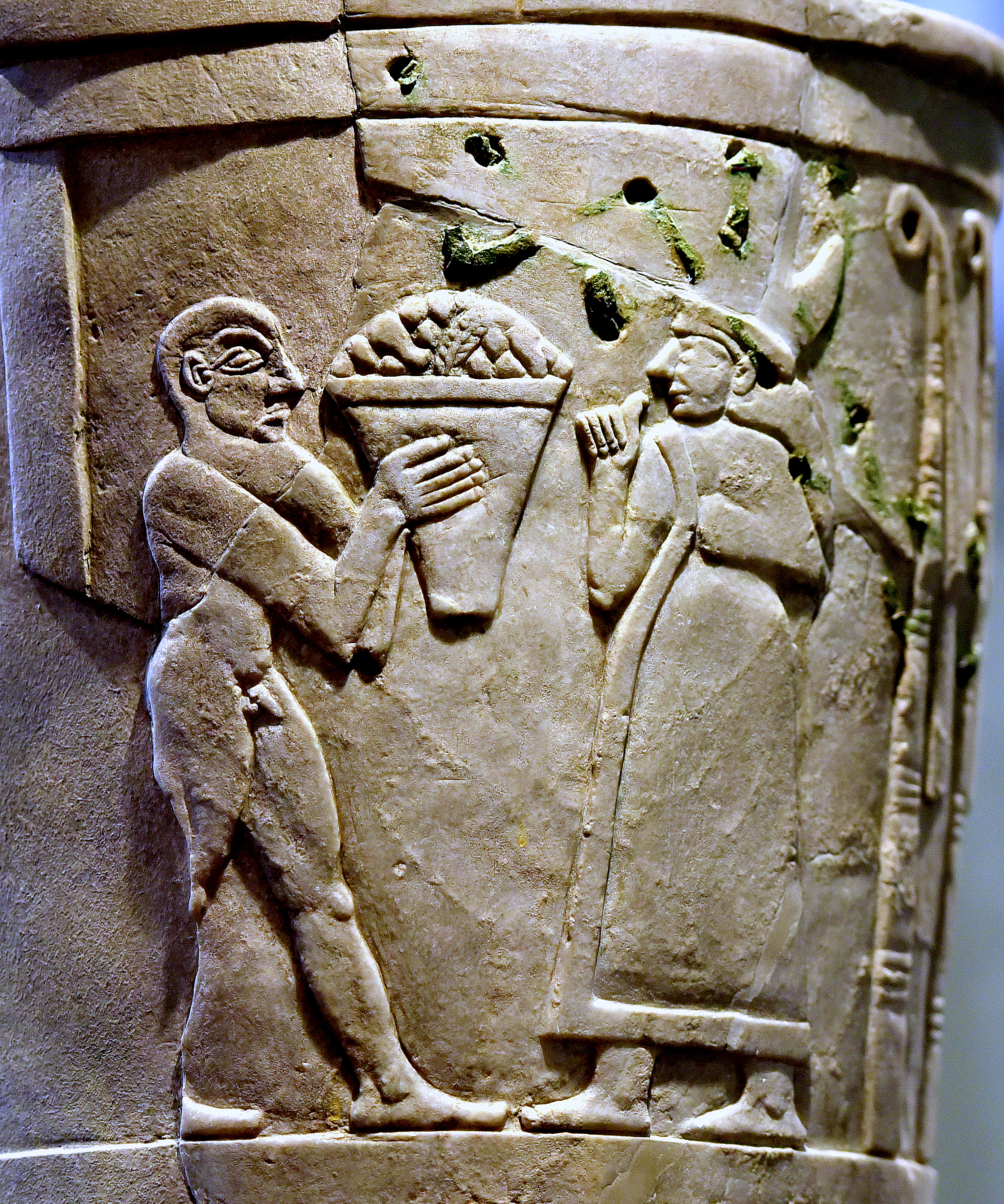
Інанна отримає подання, зображення на вазі з міста Урук, III ст. до н. е.

Вступна частина міфу не збереглася, але імовірно, що міф розпочинався з вихваляння Інанни: її краси, сексуальності тощо. Богиня вирішує вирушити до Еріду, потрапити в підводне царство Абзу та спокусити Енкі, щоби вкрасти в нього таблиці мудрості «Ме». Тим самим вона бажає зробити своє місто Урук найкрасивішим та найбагатшим. Богиня зодягається в ошатне вбрання, надягає пустельну корону «кугура» та відправляється в Абзу. Ще до того як богиня наблизилася до Абзу, Енкі вже знав про її прибуття та її наміри, тому окликнув свого міністра Ісімуда. Він поросив його підготуватися до прибуття Інанни та зустріти її як подругу, нагодувати та напоїти її. Міністр виконує вказівки свого пана та вже згодом Інанна та Енкі сидять за одним столом та п'ють пиво. Відомий фрагмент тексту закінчується тим, що вони влаштовують поєдинок «хто більше вип'є», далі ми можемо припустити що Інанна обдурила Енкі й він заснув. Коли він прокидається, то в першу чергу кличе Ісімуда і питає де Інанна. Ісімуд говорить, що Інанна вже сіла на «небесний човен» та вирушила до «місця, де сходить сонце», далі вони розуміють, що вона ще й вкрала таблички мудрості «Ме».
Далі в тексті відсутня значна частина тексту, але можна припустити, що Енкі питає про того, хто допоміг Інанні втекти і всі вказують на жабу біля головної брами, яку Енкі вбиває. Далі Енкі споряджає свого міністра з іншими підданцями на пошуки богині. Ніншубур допомагає Інанні втекти в Урук, де на її честь справляють свято. Текст закінчується неоднозначно: Енкі погрожує Інанні тим, що її буде покарано, але далі текст обривається.

## Паралелі й тлумачення
Окрім очевидної паралелі з історичною ситуацією в Межиріччі, а саме перехід впливу в регіоні до міста Урук, дослідники висували й інші можливі інтерпретації міфу. 
Якщо зважати на той факт, що богиня Інанна є персоніфікацією Венери, і що в тексті добре прослідковується цикл обертання Венери (Інанна зникає і з'являється з Абзу), можна припустити, що міф пояснював рух небесного тіла. Факт, що Енкі погрожує Інанні, що їй доведеться іноді спускатися в Абзу поза її волею, деякі історики пов'язують з міфом про Персефону. 
Цікавою є й інтерпретація табличок мудрості «Ме». З доступних джерел видно, що вони відігравали важливу роль в шумерській філософії, в них були вказані соціальні, етичні, культурні, правові та ритуальні норми, створені богами для людей. Тому їх пов'язують із Деревом пізнання із Біблії. Імовірно, що «Міф про Інанну та Енкі» міг якимось чином вплинути на біблійську історію.

## Див. Також
- Шумеро-аккадська міфологія